# Wojciech Pokora (działacz społeczny)

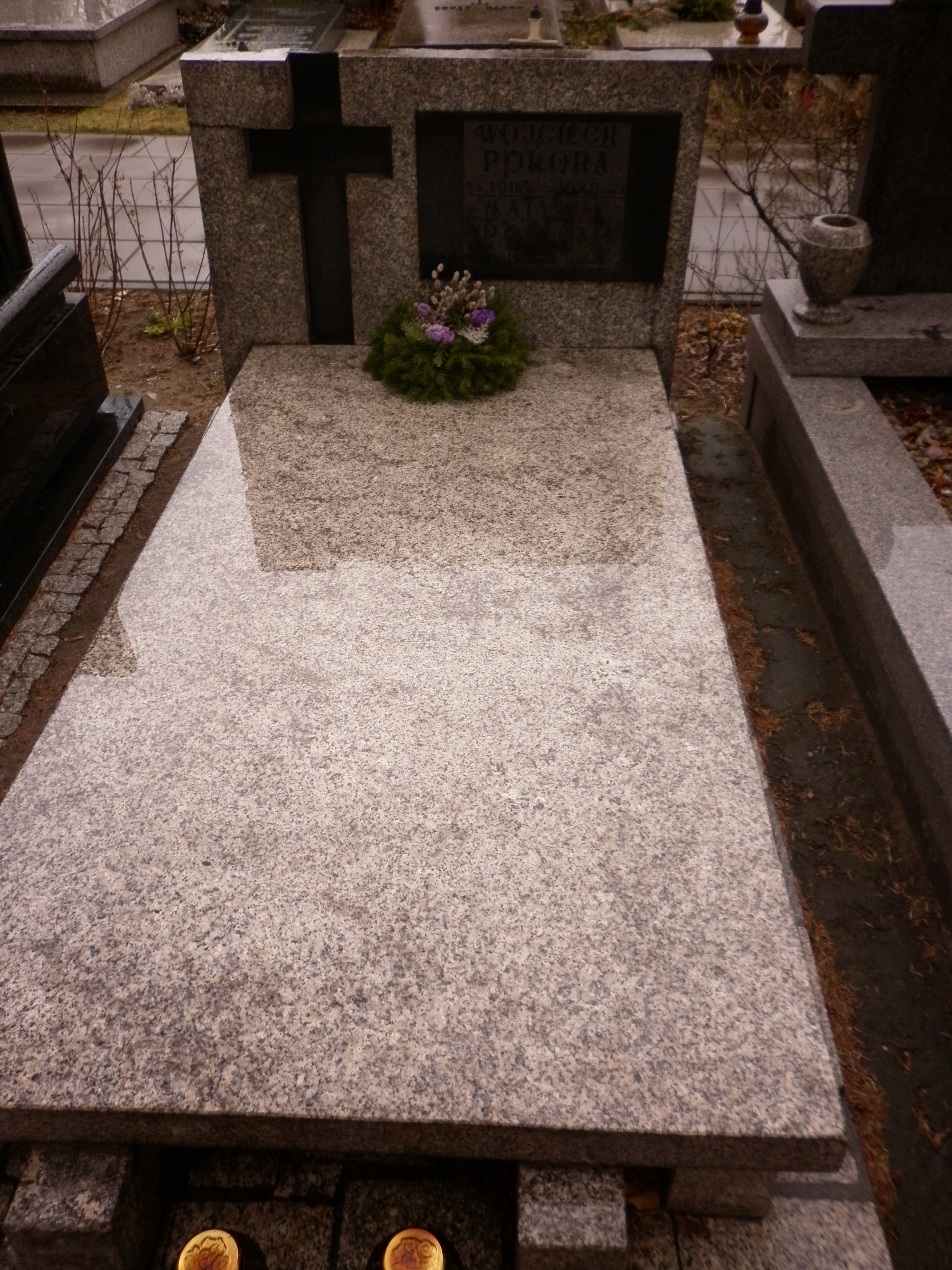
Grób Wojciecha Pokory na Cmentarzu Wojskowym na Powązkach

Wojciech Pokora (ur. 17 kwietnia 1905 w Makowie, zm. 18 listopada 1980 w Warszawie) – polski nauczyciel i działacz społeczny, przewodniczący Związku Nauczycielstwa Polskiego (1948–1951), prezes Towarzystwa Przyjaciół Dzieci (1952–1956), poseł na Sejm Ustawodawczy RP (1947–1952), członek Polskiego Komitetu Obrońców Pokoju w 1949.

## Życiorys
Urodził się w ubogiej rodzinie chłopskiej. W młodości uczęszczał do szkoły w Makowie, będąc jednocześnie członkiem harcerstwa. W latach 1919–1924 uczył się w seminarium nauczycielskim w Łowiczu, następnie pracował jako nauczyciel w powiecie skierniewickim: w Głuchowie, Celigowie i Luiśnie, gdzie prowadził również działalność jako animator życia kulturalnego: organizował kursy dla analfabetów, koła młodzieży wiejskiej, pogadanki i odczyty, włączył się także w budowę domu ludowego. Działał w Związku Nauczycielstwa Polskiego, będąc prezesem jego oddziału powiatowego. Współorganizował akcje protestacyjną przeciwko zawieszeniu władz ZNP przez premiera Felicjana Sławoja Składkowskiego w 1937. W latach 30. podjął studia w Wolnej Wszechnicy Polskiej, które ukończył w 1939.
W czasie II wojny światowej pracował jako nauczyciel na warszawskim Kole, będąc członkiem Tajnej Organizacji Nauczycielskiej. W 1945 objął obowiązki inspektora szkolnego w powiecie skierniewickim, następnie wizytatora zakładów kształcenia nauczycieli w Kuratorium Okręgu Szkolnego Łódzkiego. Wszedł w skład Prezydium Zarządu Głównego ZNP w Warszawie, a w 1948 objął funkcję jego przewodniczącego.
W styczniu 1947 uzyskał mandat posła na Sejm Ustawodawczy w okręgu Poznań. Zasiadał w Komisji Oświatowej.
W 1949 był delegatem Krajowej Rady Obrońców Pokoju na Kongres Obrońców Pokoju w Paryżu.
W 1951 został prezesem Instytutu Wydawniczego „Nasza Księgarnia”, sprawował również funkcję członka Wydziału Wykonawczego Centralnej Rady Związków Zawodowych (1949–1956). W 1952 objął obowiązki przewodniczącego Towarzystwa Przyjaciół Dzieci (do 1956). W 1953 podjął pracę w ministerstwie oświaty (później: ministerstwie oświaty i szkolnictwa wyższego) jako dyrektor generalny (zajmował się m.in. opieką nad dziećmi).
W 1971 odszedł na emeryturę, pozostając członkiem Prezydium Zarządu Głównego TPD oraz Komisji Historycznej Zarządu Głównego ZNP. Został odznaczony m.in. Krzyżem Komandorskim i Oficerskim Orderu Odrodzenia Polski, Złotym Krzyżem Zasługi, Medalem Komisji Edukacji Narodowej oraz Orderami Sztandaru Pracy I i II klasy. Został pochowany na Cmentarzu Komunalnym na Powązkach (kwatera B39-11-6).